# محافظة مانيكا
محافظة مانيكا (بالإنجليزية: Manica Province)‏ هي محافظة في موزمبيق، تتبع موزمبيق، عاصمتها شيمويو، تبلغ مساحتها 62٬272٫0 كيلومتر مربع.

## الموقع
تشترك في الحدود مع:
- محافظة سوفالا
- محافظة إنهامبان
- محافظة غزة (موزمبيق).

## أعلام
- جايمي بيدرو غونسالفيس